# Vuelta al Lago Qinghai 2016
La 15.ª edición de la Vuelta al Lago Qinghai se celebró entre el 17 y el 30 de julio de 2016 con inicio en la ciudad de Ledu y final en la ciudad de Baiyin en República Popular China. El recorrido consistió de un total de 13 etapas sobre una distancia de 1915,6 km.
La carrera hizo parte del circuito UCI Asia Tour 2016 dentro de la categoría 2.HC y fue ganada por el ciclista ucraniano Serhi Lahkuti del equipo Kolss-BDC. El podio lo completaron el ciclista esloveno Matej Mugerli del equipo Synergy Baku Cycling Project y el ciclista ucraniano Vitaliy Buts del equipo Kolss-BDC.

## Equipos participantes
Tomaron la partida un total de 23 equipos, de los cuales 1 fue de categoría UCI WorldTeam, 4 de categoría Profesional Continental y 18 Continentales, quienes conformaron un pelotón de 156 ciclistas de los cuales terminaron 111.
| WorldTeam- Lampre-Merida Equipos continentales profesionales (4)- Androni Giocattoli-Sidermec - Nippo-Vini Fantini - Team Roth - Wilier Triestina-Southeast Equipos continentales (18)- China Continental Team of Gansu Bank - Dukla Banska Bystrica - Illuminate - Kenyan Riders Downunder - Kolss-BDC - Meridiana Kamen - Ningxia Sports Lottery-Livall - Parkhotel Valkenburg Continental - Pishgaman Giant - Qinghai Tianyoude - RTS-Santic Racing - State of Matter MAAP - Stradalli-Bike Aid - Synergy Baku Project - Tabriz Shahrdari - Terengganu Cycling Team - Torku Şekerspor - Vino 4-ever SKO |
| |

## Recorrido
| Etapa      | Fecha       | Recorrido                           | type                    | Distancia (km) | Ganador              | Líder                |
| ---------- | ----------- | ----------------------------------- | ----------------------- | -------------- | -------------------- | -------------------- |
| 1.ª etapa  | 17 de jul   | Ledu – Ledu                         | etapa llana             | 113            | Miguel Ángel Rubiano | Miguel Ángel Rubiano |
| 2.ª etapa  | 18 de jul   | Ledu – Datong                       | etapa llana             | 165            | Jakub Mareczko       | Vitaliy Buts         |
| 3.ª etapa  | 19 de jul   | Duoba – Guide County                | etapa de media montaña  | 133            | Yevgeniy Gidich      | Vitaliy Buts         |
| 4.ª etapa  | 20 de jul   | Guide County – Lago Qinghai         | etapa de media montaña  | 147            | Vitaliy Buts         | Vitaliy Buts         |
| 5.ª etapa  | 21 de jul   | Lago Qinghai – Gangcha Dasi         | etapa llana             | 185            | Yevgeniy Gidich      | Vitaliy Buts         |
| 6.ª etapa  | 22 de jul   | Xihaizhen – Qilian                  | etapa de media montaña  | 207            | Serhi Lahkuti        | Vitaliy Buts         |
| 7.ª etapa  | 23 de jul   | Qilian – Menyuan                    | etapa de media montaña  | 150            | Federico Zurlo       | Vitaliy Buts         |
| 8.ª etapa  | 24 de jul   | Menyuan – Ping'an                   | etapa escarpada         | 235            | Nicolas Marini       | Vitaliy Buts         |
|            | 25 de julio | Día de descanso                     | Día de descanso         |                |                      |                      |
| 9.ª etapa  | 26 de jul   | Ciudad de Linxia – Ciudad de Linxia | etapa llana             | 100            | Marko Kump           | Vitaliy Buts         |
| 10.ª etapa | 27 de jul   | Ciudad de Linxia – Dingxi           | etapa escarpada         | 240            | Marko Kump           | Vitaliy Buts         |
| 11.ª etapa | 28 de jul   | Tianshui – Tianshui                 | etapa llana             | 123            | Jakub Mareczko       | Vitaliy Buts         |
| 12.ª etapa | 29 de jul   | Yinchuan – Yinchuan                 | contrarreloj individual | 22,6           | Andriy Vasylyuk      | Serhi Lahkuti        |
| 13.ª etapa | 30 de jul   | Baiyin – Baiyin                     | etapa llana             | 95             | Jakub Mareczko       | Serhi Lahkuti        |

## Clasificaciones
Las clasificaciones finalizaron de la siguiente forma:

### Clasificación general
| \| Clasificación general \| Clasificación general \| Clasificación general \| Clasificación general \| Clasificación general \| \| Ciclista \| Ciclista \| Equipo \| Tiempo \| \| \| --------------------- \| --------------------- \| ---------------------------- \| --------------------- \| --------------------- \| \| 1.º \| Serhi Lahkuti \| Kolss-BDC \| 43 h 42 min 58 s \| \| \| 2.º \| Matej Mugerli \| Synergy Baku Cycling Project \| + 37 s \| \| \| 3.º \| Vitaliy Buts \| Kolss-BDC \| + 1 min 00 s \| \| \| 4.º \| Alberto Cecchin \| Roth \| + 1 min 30 s \| \| \| 5.º \| Andriy Vasylyuk \| Kolss-BDC \| + 2 min 54 s \| \| \| 6.º \| Mykhailo Kononenko \| Kolss-BDC \| + 3 min 40 s \| \| \| 7.º \| Yevgeniy Gidich \| Vino 4-ever SKO \| + 5 min 05 s \| \| \| 8.º \| Amir Kolahdozhagh \| Pishgaman Giant \| + 7 min 50 s \| \| \| 9.º \| Ghader Mizbani \| Tabriz Shahrdari \| + 8 min 01 s \| \| \| 10.º \| Federico Zurlo \| Lampre-Merida \| + 8 min 24 s \| \| |                    |                              |                  |
| |                    |                              |                  |
| Fuente: ProCyclingStats |                    |                              |                  |
| Clasificación general |                    |                              |                  |
| Ciclista | Ciclista           | Equipo                       | Tiempo           |
| 1.º | Serhi Lahkuti      | Kolss-BDC                    | 43 h 42 min 58 s |
| 2.º | Matej Mugerli      | Synergy Baku Cycling Project | + 37 s           |
| 3.º | Vitaliy Buts       | Kolss-BDC                    | + 1 min 00 s     |
| 4.º | Alberto Cecchin    | Roth                         | + 1 min 30 s     |
| 5.º | Andriy Vasylyuk    | Kolss-BDC                    | + 2 min 54 s     |
| 6.º | Mykhailo Kononenko | Kolss-BDC                    | + 3 min 40 s     |
| 7.º | Yevgeniy Gidich    | Vino 4-ever SKO              | + 5 min 05 s     |
| 8.º | Amir Kolahdozhagh  | Pishgaman Giant              | + 7 min 50 s     |
| 9.º | Ghader Mizbani     | Tabriz Shahrdari             | + 8 min 01 s     |
| 10.º | Federico Zurlo     | Lampre-Merida                | + 8 min 24 s     |

### Clasificación por puntos
| Clasificación por puntos | Clasificación por puntos | Clasificación por puntos             | Clasificación por puntos | Clasificación por puntos |
| Ciclista                 | Ciclista                 | Equipo                               | Puntos                   |                          |
| ------------------------ | ------------------------ | ------------------------------------ | ------------------------ | ------------------------ |
| 1.º                      | Daniele Colli            | Nippo-Vini Fantini                   | 113 pts                  |                          |
| 2.º                      | Vitaliy Buts             | Kolss-BDC                            | 109 pts                  |                          |
| 3.º                      | Miguel Ángel Rubiano     | China Continental Team of Gansu Bank | 103 pts                  |                          |
| 4.º                      | Marko Kump               | Lampre-Merida                        | 99 pts                   |                          |
| 5.º                      | Yevgeniy Gidich          | Vino 4-ever SKO                      | 89 pts                   |                          |
| 6.º                      | Jakub Mareczko           | Wilier Triestina-Southeast           | 84 pts                   |                          |
| 7.º                      | Mykhailo Kononenko       | Kolss-BDC                            | 68 pts                   |                          |
| 8.º                      | Serhi Lahkuti            | Kolss-BDC                            | 60 pts                   |                          |
| 9.º                      | Matej Mugerli            | Synergy Baku Cycling Project         | 58 pts                   |                          |
| 10.º                     | Alberto Cecchin          | Roth                                 | 58 pts                   |                          |

### Clasificación de la montaña
| Clasificación de la montaña | Clasificación de la montaña | Clasificación de la montaña          | Clasificación de la montaña | Clasificación de la montaña |
| Ciclista                    | Ciclista                    | Equipo                               | Puntos                      |                             |
| --------------------------- | --------------------------- | ------------------------------------ | --------------------------- | --------------------------- |
| 1.º                         | Mauricio Ortega             | RTS-Santic Racing                    | 28 pts                      |                             |
| 2.º                         | Antonio Santoro             | Meridiana Kamen                      | 17 pts                      |                             |
| 3.º                         | Wilmar Jahir Pérez          | Ningxia Sports Lottery-Livall        | 14 pts                      |                             |
| 4.º                         | Carlos Quintero             | China Continental Team of Gansu Bank | 11 pts                      |                             |
| 5.º                         | Francisco Colorado          | RTS-Santic Racing                    | 10 pts                      |                             |
| 6.º                         | Hamid Pourhashemi           | Pishgaman Giant                      | 10 pts                      |                             |
| 7.º                         | Valerio Conti               | Lampre-Merida                        | 9 pts                       |                             |
| 8.º                         | Miguel Ángel Rubiano        | China Continental Team of Gansu Bank | 8 pts                       |                             |
| 9.º                         | Juan Pablo Wilches          | China Continental Team of Gansu Bank | 7 pts                       |                             |
| 10.º                        | Mykhailo Kononenko          | Kolss-BDC                            | 6 pts                       |                             |

### Clasificación por equipos
| Clasificación por equipos | Clasificación por equipos            | Clasificación por equipos | Clasificación por equipos |
| Equipo                    | Equipo                               | Tiempo                    |                           |
| ------------------------- | ------------------------------------ | ------------------------- | ------------------------- |
| 1.º                       | Kolss-BDC                            | 131 h 13 min 08 s         |                           |
| 2.º                       | Vino 4-ever SKO                      | + 14 min 16 s             |                           |
| 3.º                       | Pishgaman Giant                      | + 23 min 15 s             |                           |
| 4.º                       | Parkhotel Valkenburg Continental     | + 23 min 36 s             |                           |
| 5.º                       | Meridiana Kamen                      | + 25 min 59 s             |                           |
| 6.º                       | Tabriz Shahrdari                     | + 30 min 23 s             |                           |
| 7.º                       | RTS-Santic Racing                    | + 31 min 43 s             |                           |
| 8.º                       | Illuminate                           | + 35 min 07 s             |                           |
| 9.º                       | China Continental Team of Gansu Bank | + 40 min 29 s             |                           |
| 10.º                      | Ningxia Sports Lottery-Livall        | + 43 min 12 s             |                           |

## Evolución de las clasificaciones
| Etapa                   | Vencedor                | Clasificación general | Clasificación por puntos | Clasificación de la montaña | Clasificación del mejor asiático | Clasificación por equipos |
| ----------------------- | ----------------------- | --------------------- | ------------------------ | --------------------------- | -------------------------------- | ------------------------- |
| 1.ª                     | Miguel Ángel Rubiano    | Miguel Ángel Rubiano  | Miguel Ángel Rubiano     | no otorgado                 | Xiaoyong Dong                    | Kolss-BDC Team            |
| 2.ª                     | Jakub Mareczko          | Vitaliy Buts          | Daniele Colli            | no otorgado                 | Hamid Pourhashemi                | Kolss-BDC Team            |
| 3.ª                     | Yevgeniy Gidich         | Vitaliy Buts          | Miguel Ángel Rubiano     | Mauricio Ortega             | Jewgeni Gidich                   | Team Illuminate           |
| 4.ª                     | Vitaliy Buts            | Vitaliy Buts          | Witalij Buz              | Mauricio Ortega             | Jewgeni Gidich                   | Kolss-BDC Team            |
| 5.ª                     | Yevgeniy Gidich         | Vitaliy Buts          | Witalij Buz              | Mauricio Ortega             | Jewgeni Gidich                   | Kolss-BDC Team            |
| 6.ª                     | Serhi Lahkuti           | Vitaliy Buts          | Witalij Buz              | Mauricio Ortega             | Jewgeni Gidich                   | Kolss-BDC Team            |
| 7.ª                     | Federico Zurlo          | Vitaliy Buts          | Witalij Buz              | Mauricio Ortega             | Zhandos Bizhigitow               | Kolss-BDC Team            |
| 8.ª                     | Nicolas Marini          | Vitaliy Buts          | Witalij Buz              | Mauricio Ortega             | Zhandos Bizhigitow               | Kolss-BDC Team            |
| 9.ª                     | Marko Kump              | Vitaliy Buts          | Witalij Buz              | Mauricio Ortega             | Jewgeni Gidich                   | Kolss-BDC Team            |
| 10.ª                    | Marko Kump              | Vitaliy Buts          | Witalij Buz              | Mauricio Ortega             | Jewgeni Gidich                   | Kolss-BDC Team            |
| 11.ª                    | Jakub Mareczko          | Vitaliy Buts          | Daniele Colli            | Mauricio Ortega             | Jewgeni Gidich                   | Kolss-BDC Team            |
| 12.ª                    | Andriy Vasylyuk         | Serhi Lahkuti         | Daniele Colli            | Mauricio Ortega             | Jewgeni Gidich                   | Kolss-BDC Team            |
| 13.ª                    | Jakub Mareczko          | Serhi Lahkuti         | Daniele Colli            | Mauricio Ortega             | Jewgeni Gidich                   | Kolss-BDC Team            |
| Clasificaciones finales | Clasificaciones finales | Serhi Lahkuti         | Daniele Colli            | Mauricio Ortega             | Jewgeni Gidich                   | Kolss-BDC Team            |